# 市場取引馬奨励賞
市場取引馬奨励賞（しじょうとりひきばしょうれいしょう）とは、日本中央競馬会 (JRA) が、庭先取引に比べて不盛況なセリ市での競走馬の取引を活性化するために設けていた賞である。

## 概要
日本国内の定められたセリ市において取引された競走馬には、中央競馬において特定の条件下で奨励賞が以下のように与えられていた。
|                               | 第1着  | 第2着  | 第3着  | 第4着  | 第5着 |
| ----------------------------- | ------ | ------ | ------ | ------ | ----- |
| 未勝利馬の競走                | 40万円 | 16万円 | 10万円 | 6万円  | 4万円 |
| 収得賞金500万円以下の馬の競走 | 70万円 | 28万円 | 18万円 | 11万円 | 7万円 |

また地方競馬の競走においても、JRAによって1着馬の馬主に対して20万円の奨励賞が与えられていた。
交付対象外となるケースは以下のとおりであった。
- 市場取引馬限定（マル市馬）の競走
- 4歳以上の馬
- 競走馬の生産・取引きの秩序を乱した者
- JRAが不適当と認めた者

2007年を最後に、JRAは在厩頭数に対する市場取引馬の割合が約2割程度という状況になったなどの理由から、その役割は果たされたと判断し、本賞を廃止することを決定した。